# Facing Apocalypse
Facing Apocalypse ist ein Buch der amerikanischen Theologin Catherine Keller über „Klima, Demokratie und andere letzte Chancen“ (Untertitel). Es erschien im Jahr 2021 und ist eine Art theologische Gegenwartsmeditation über die Offenbarung des Johannes.
Das Buch ist in sieben Kapitel gegliedert, die wiederum je sieben Abschnitte enthalten. Es folgt mehr oder minder dem Text des letzten Buches der Bibel, der Offenbarung des Johannes. Es ist ein weiteres Buch Kellers über das Thema der Apokalypse, mit der sie sich seit „Apocalypse Now and Then“ (1996) beschäftigt.

## Inhalt
PreScroll

Recapocalypse

1. O Clouds Unfold. Dreamreading the Apocalypse

2. Mourning Bird. Burning Trees, Poisoned Seas

3. Earth Pangs. Mother of Last Chances

4. Vintage Vengeance. Grapes Divine and Deadly

5. Porn Queen of the Apocalypse. Global Economy Now and Then

6. Weaponizing the Word. A Tale of Two Suppers

7. Down to Earth. City, Tree, Water

PostScroll

## Übersicht
Das Buch liest die Offenbarung des Johannes nicht als eine Vorhersage der Zukunft, sondern als eine Aufdeckung von Mustern (patterns), die immer wieder, wie ein Echo, neu zu entdecken sind. Die Methode des Buches ist daher ein „dreamreading“ (Kap. 1), das in gewisser Weise das prophetische Verfahren aufgreift und in die gegenwärtigen Ausblicke in die Zukunft einträgt. Es positioniert sich damit zwischen den in den USA verbreiteten wörtlichen Lesarten vorwiegend evangelikaler Strömungen und der eher liberalen Ablehnung jedweder apokalyptischen Stimmung. Es gilt vielmehr eine Art apokalyptischer Achtsamkeit (apocalyptic mindfulness) zu entwerfen, die sich die bildmächtige Kreativität des spätantiken Textes für einen kreativen Umgang mit gegenwärtigen Herausforderungen zu eigen macht. Die starken Metaphern der Offenbarung werden als „metaforce“ in Anspruch genommen.
Insgesamt ist das Buch daher weder eine biblische Exegese noch eine systematische Abhandlung, sondern eine „meditation“. „Facing the Apocalypse“ hat einen mehrfachen Sinn: Sich dem antiken Text zuwenden, aber auch die krisenhafte Zukunft zu konfrontieren („to face what we fear with more courage“, 19).
Im Durchgang durch den Text werden die hauptsächlichen gegenwärtigen Herausforderungen bedacht: Ökologie (Kap. 2), Geschlechtergerechtigkeit (Kap. 3), Demokratie und politische Macht (Kap. 4), Ökonomie (Kap 5.) und die Verstrickungen der Kirchen in all diese Handlungsfelder (Kap. 6). Es ist ein äußerst phantasievolles und einfallsreiches Gespräch der Autorin mit dem alten Text und der Gegenwart, das sich kaum referieren lässt. Am Schluss (Kap. 7) wird das Bild des Neuen Jerusalem in seinem utopischen Potential gewürdigt.
Das Buch endet (PostScroll) mit dem Ausblick auf sieben mögliche Zukünfte (a set of likely futures), denkbare Szenarien, die durch die zuvor entfalteten traumatischen Bilder hindurchscheinen und in gewisser Weise auch mit dem utopischen Neuen Jerusalem verknüpft sind. Sie reichen von der Auslöschung der menschlichen Gattung über verschiedene Dystopien bis zu einem neuen Zeitalter, das nicht mehr die gescheiterte Aufklärung (white man enlightenments), sondern eine neue lebensvolle Humanität (an earth-toned enlivenment) zur Grundlage hat, in einem planetarischen Geist (spirit of planetarity).